# NCルータ
NCルータとは、NC制御のルータ・マシン。NCとは「Numerical Control（数値制御）」の略。ルータとはネットワーク機器のルータではなく、工具としての「くり抜き機」の意味。
もともとは家具、楽器やスピーカ・ボックスなど木材を刳り貫くために作られた機械だが、現在では自動車のモデル（型）加工や、航空機の部品加工など、主に鉄よりも軽い素材を切削加工する用途に用いられる。
CNCルータとは、NC装置が進化し「Computer Numerical Control」になったことによる、NCルータの別の呼び方。